# Octubre
L'octubre o santaïni és el desè mes de l'any en el calendari gregorià i té 31 dies. El nom li ve d'haver estat el vuitè mes del calendari romà.
El mes d'octubre va ser consagrat per l'Església Catòlica com un mes dedicat a la devoció del Sant Rosari

## Esdeveniments rellevants
- El 12 d'octubre se celebra a l'estat espanyol el Dia de la Hispanitat.[3]
- El 31 d'octubre se celebra la festa de la Castanyada.

- A l'octubre de 1922, es publica per primer cop The waste land de T. S. Eliot, a la revista literària The criterion, dirigida pel mateix Eliot.
- L'octubre de 1922, César Vallejo publica el poemari Trilce, a los Talleres de la Penintenciaría de Lima.

- 1970: durant el mes d'octubre es van publicar dues de les obres fonamentals de la segona onada del feminisme: The female eunuch de l'australiana Germaine Greer i The dialectic of sex: the case for feminist revolution de Shulamith Firestone.

## Dies internacionals
- L'1 d'octubre se celebra el Dia Internacional de les Persones Grans.[4][5]
- El 2 d'octubre se celebra el Dia Internacional de la No Violència.[6]
- El 4 d'octubre se celebra el Dia Mundial dels Animals.[7]
- El 5 d'octubre se celebra el Dia Mundial dels i les Docents.[8]
- El 7 d'octubre se celebra el Dia de la Mare de Déu del Roser.[9]
- El 10 d'octubre se celebra el Dia de la salut mental.[10]
- El 12 d'octubre se celebra el Dia de la Resistència Indígena.[11]
- El 10 d'octubre se celebra:
  - el Dia Mundial de la Neteja de Mans.
  - el Dia Internacional de les Dones Rurals.

- El 16 d'octubre se celebra el Dia Mundial de l'Alimentació.[12]
- El 17 d'octubre se celebra el Dia Internacional per a l'Erradicació de la Pobresa.[13]
- El 19 d'octubre se celebra Dia Internacional del Càncer de Mama.[14]
- El 24 d'octubre se celebra el Dia de les Nacions Unides.[15]
- El 27 d'octubre se celebra el Dia Mundial del Patrimoni Audiovisual.[16]
- El 28 d'octubre se celebra el Dia Mundial de l'Animació.[17]